# Mapa de Ebstorf

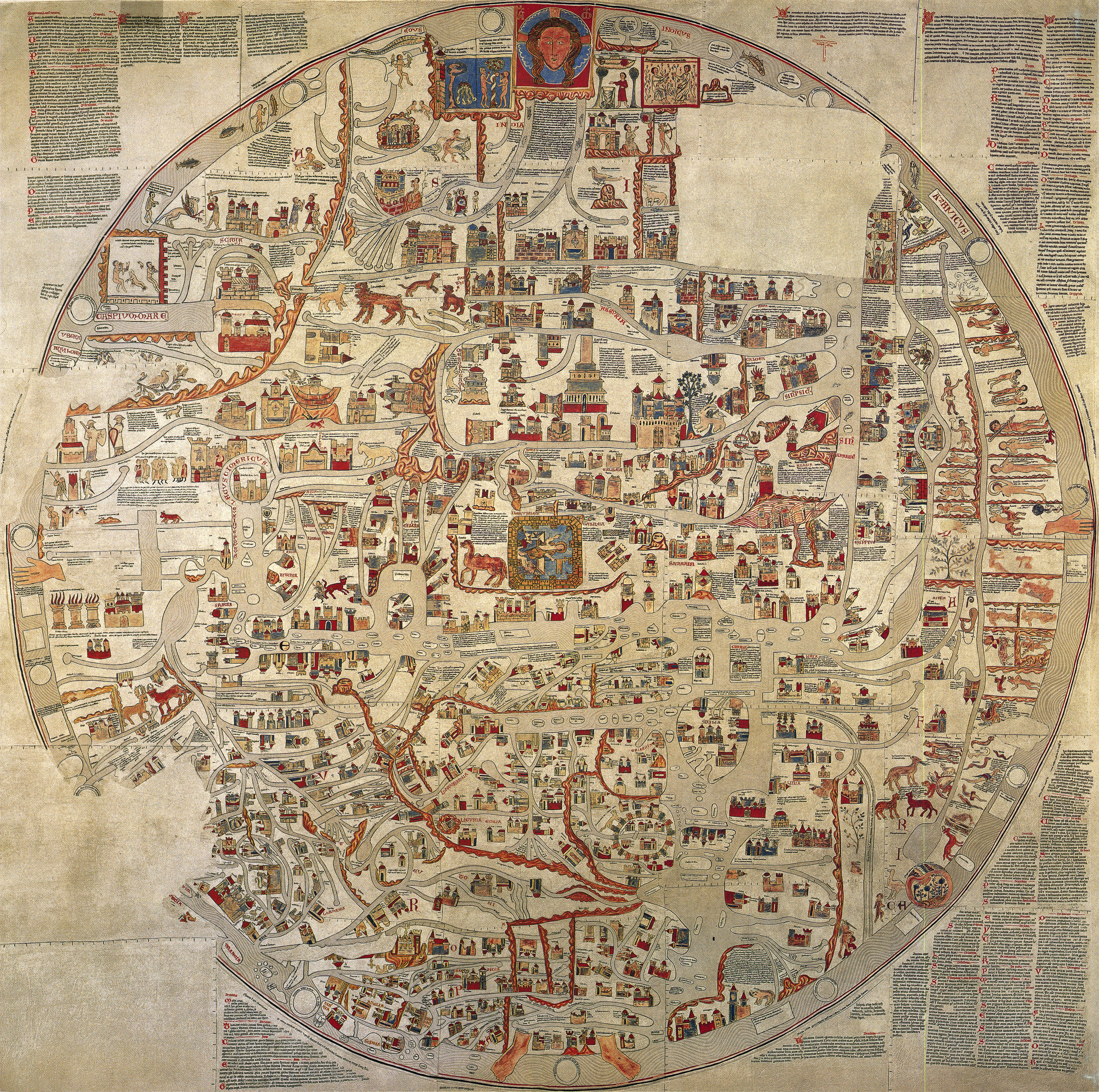
Fotografia de uma reprodução do Mapa de Ebstorf, com o leste no topo

O Mapa de Ebstorf foi um exemplo de mappa mundi (um mapa medieval europeu do mundo). Foi feito por Gervásio de Ebstorf, que possivelmente era a mesma pessoa que Gervásio de Tilbury, em algum momento entre 1234 e 1240.

## Descrição
O mapa foi encontrado em um convento em Ebstorf, no norte da Alemanha, em 1843. Era um mapa muito grande, pintado em 30 peles de cabra costuradas juntas e medindo cerca de 3,6 by 3,6 metros (12 pé × 12 pé) – uma versão muito elaborada do mapa tripartite medieval comum (T-O), centrado em Jerusalém com o leste no topo.
A cabeça de Cristo foi representada no topo do mapa, com suas mãos de cada lado e seus pés na parte inferior. Roma é representada na forma de um leão, e o mapa reflete um interesse evidente na distribuição de bispados.
Havia texto ao redor do mapa, que incluía descrições de animais, a criação do mundo, definições de termos e um esboço do tipo mais comum de mapa T-O com uma explicação de como o mundo é dividido em três partes. O mapa incorporava tanto a história pagã quanto a bíblica.
O original foi destruído em 1943 durante o bombardeio aliado de Hanôver na Segunda Guerra Mundial. No entanto, um conjunto de fotografias em preto e branco tiradas em 1891 do mapa original sobrevive, e vários fac-símiles coloridos dele foram feitos antes de ser destruído.

## Autoria
Os argumentos para Gervásio de Tilbury ser o cartógrafo baseiam-se no nome Gervásio, que era um nome incomum no norte da Alemanha na época, e em algumas semelhanças entre as visões de mundo do cartógrafo e Gervásio de Tilbury. Os editores da edição Oxford Medieval Texts do Otia Imperialia de Gervásio de Tilbury concluem que, embora serem a mesma pessoa seja uma "possibilidade atraente", aceitá-la requer "muitas suposições improváveis".